# Wahlbergiana
Wahlbergiana is een geslacht van kevers uit de familie van de loopkevers (Carabidae). De wetenschappelijke naam van het geslacht is voor het eerst geldig gepubliceerd in 2002 door Bousquet.

## Soorten
Het geslacht Wahlbergiana omvat de volgende soorten:
- Wahlbergiana alternans (Straneo, 1951)
- Wahlbergiana inordinata (Peringuey, 1899)
- Wahlbergiana subaequalis (Straneo, 1965)
- Wahlbergiana undulatorugosa (Tschitscherine, 1890)